# Rupčine
Rupčine (en serbe cyrillique : Рупчине) est un quartier de Belgrade, la capitale de la Serbie. Il est situé dans la municipalité de Čukarica.

## Présentation
Rupčine se trouve en fait à l'extrémité sud-ouest du quartier de Žarkovo. Il est délimité par les quartiers de Bele Vode au nord, Cerak Vinogradi à l'est, par la rue Vodovodska et par le quartier de Makiš à l'ouest. Au sud, Rupčine est bordé par les openfields de Stari Lanci et de Novi Lanci, qui s'étendent jusqu'au quartier de Železnik.
Contrairement au quartier voisin de Cerak Vinogradi, Rupčine a été construit sans plan d'urbanisme.